# Sporobolus rigens
Sporobolus rigens är en gräsart som först beskrevs av Carl Bernhard von Trinius, och fick sitt nu gällande namn av Étienne-Émile Desvaux. Sporobolus rigens ingår i släktet droppgräs, och familjen gräs. Inga underarter finns listade i Catalogue of Life.